# Fritz Müller (Rugbyspieler)
Fritz Müller war ein deutscher Rugbyspieler.

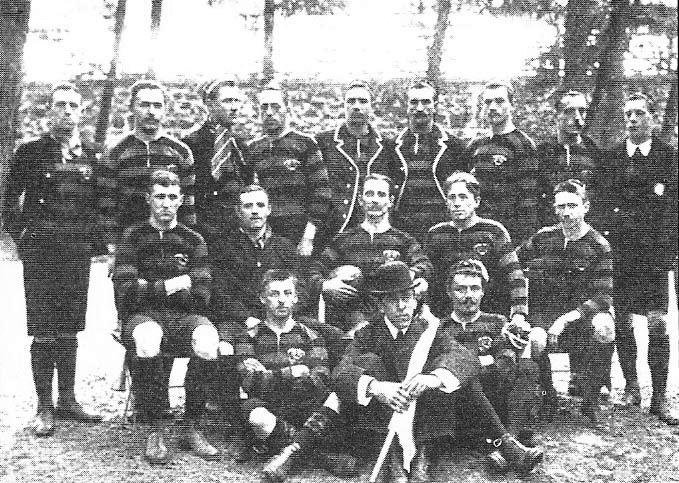
Das deutsche Team bei den Olympischen Spielen 1900
v. l. n. r. oben: Beiler (Ersatz), Poppe, R. Ludwig, Hofmeister, Latscha, Müller, Wenderoth, Stockhausen, Kreuzer
mitte: E. Ludwig, Reitz, Amrhein, Landvoigt, Herrmann
unten: Betting, unbekannt, Schmierer

Müller war als Stürmer beim Fußballclub Frankfurt aktiv. Dieser Verein stellte bei den Olympischen Spielen 1900 in Paris eine um zwei Stuttgarter erweiterte Rugbymannschaft, die am 14. Oktober 1900 ein Spiel gegen die französische Auswahl bestritt und mit 27:17 verlor. Weil der Wettbewerb durch das IOC offiziell dem Programm der Olympischen Sommerspiele 1900 zugerechnet wurde, werden die Mitglieder der Rugbymannschaft als Olympiazweite geführt.